# 布雷特·J·格拉德曼
| 參見§ 發現的小行星列表 |

布雷特·詹姆斯·格拉德曼（英語：Brett James Gladman，1966年4月19日—）是加拿大天文學家，也是不列顛哥倫比亞大學物理與天文學系的全職教授。他曾擔任加拿大行星天文學研究主席。格拉德曼既從事理論研究（行星動力學的大規模數值模擬），也從事光學天文學觀測。格拉德曼發現过許多行星衛星和小行星。

## 職業生涯
格拉德曼最著名的是其在太陽系動力學天文學方面的工作。他主要研究行星間隕石的運輸、主小行星帶流星體的運送，以及透過這種機制運輸生命的可能性，即所謂的胚種論。他也研究行星的形成，特別是巨行星的形成原因。
格拉德曼是太陽系中許多天體、小行星、柯伊伯帶彗星和許多巨行星衛星的發現者或共同發現者：
- 天王星：天衛十六、天衛十七、天衛十八、天衛十九、天衛二十和天衛二十四
- 土星：十幾顆衛星，分為幾組，每組都以加拿大因紐特神、法國神和北歐神的主題命名
- 海王星：海衛十三
- 木星：發現並共同發現6顆衛星

格拉德曼是加拿大-法國黃道平面巡天（CFEPS）和外太陽繫起源巡天（OSSOS）的成員，該巡天探測和追蹤了世界上最大的已知柯伊伯帶彗星樣本，包括2004 XR190和2008 KV42等不尋常的天體，後者是第一個在圍繞太陽的逆行軌道上運行的跨海王星天體。

## 榮譽
格拉德曼於2002年獲美國天文學會行星科學部授予哈羅德·C·尤里獎。主帶小行星7638 Gladman即以他的名字命名。2008年至2011年期間，他擔任夏威夷莫納克亞山上的加法夏望遠鏡科學顧問委員會的成員和主席。他於2015年獲得基拉姆研究獎學金。

## 發現的小行星列表
以下只是部分清單；
| (44594) 1999 OX3    | 1999年7月21日  | 列表 [A][B][C] |
| (49673) 1999 RA215  | 1999年9月13日  | 列表 [D][E]    |
| (60620) 2000 FD8    | 2000年3月27日  | 列表 [A][C][B] |
| (60621) 2000 FE8    | 2000年3月27日  | 列表 [A][C][B] |
| (62608) 2000 SD332  | 2000年9月23日  | 列表           |
| (82053) 2000 SZ370  | 2000年9月23日  | 列表 [A]       |
| (118698) 2000 OY51  | 2000年7月28日  | 列表           |
| (182222) 2000 YU1   | 2000年12月16日 | 列表 [B][F]    |
| (182223) 2000 YC2   | 2000年12月17日 | 列表 [B][F]    |
| (182926) 2002 FU6   | 2002年3月20日  | 列表 [A][G]    |
| (200198) 1999 RE216 | 1999年9月2日   | 列表           |
| (385191) 1997 RT5   | 1997年9月7日   | 列表 [H][J]    |
| (385533) 2004 QD29  | 2004年8月19日  | 列表           |
| (418993) 2009 MS9   | 2009年6月25日  | 列表 [C][A]    |
| (422472) 2014 SZ319 | 2001年3月23日  | 列表           |

| (444025) 2004 HJ79 | 2004年4月26日  | 列表           |
| (468422) 2000 FA8 | 2000年3月27日  | 列表 [A][C][B] |
| (469610) 2004 HF79 | 2004年4月24日  | 列表           |
| (506439) 2000 YB2 | 2000年12月16日 | 列表 [B][F]    |
| 共同發現： A J·J·卡維拉爾斯 B M·J·霍爾曼 C J·-M·佩蒂特 D D·大衛 E C·尼塞 F T·格拉夫 G A·多雷斯迪拉姆 H P·尼科爾森 J J·A·伯恩斯 |                |                |

## 外部連結
- Brett Gladman at the Astronomy group （页面存档备份，存于） of the Dept. of Physics and Astronomy, UBC and Institute of Planetary Science